# 免洗餐具
免洗餐具是泛指僅供一次使用、用後即棄的消耗性廉價餐具。免洗餐具的材質可以是紙、竹、保麗龍、塑膠等，使用免洗餐具可以避免一些唾液傳染的傳染病，如甲型肝炎，但用後即丟亦會造成大量垃圾並引起廢棄物問題。

## 種類

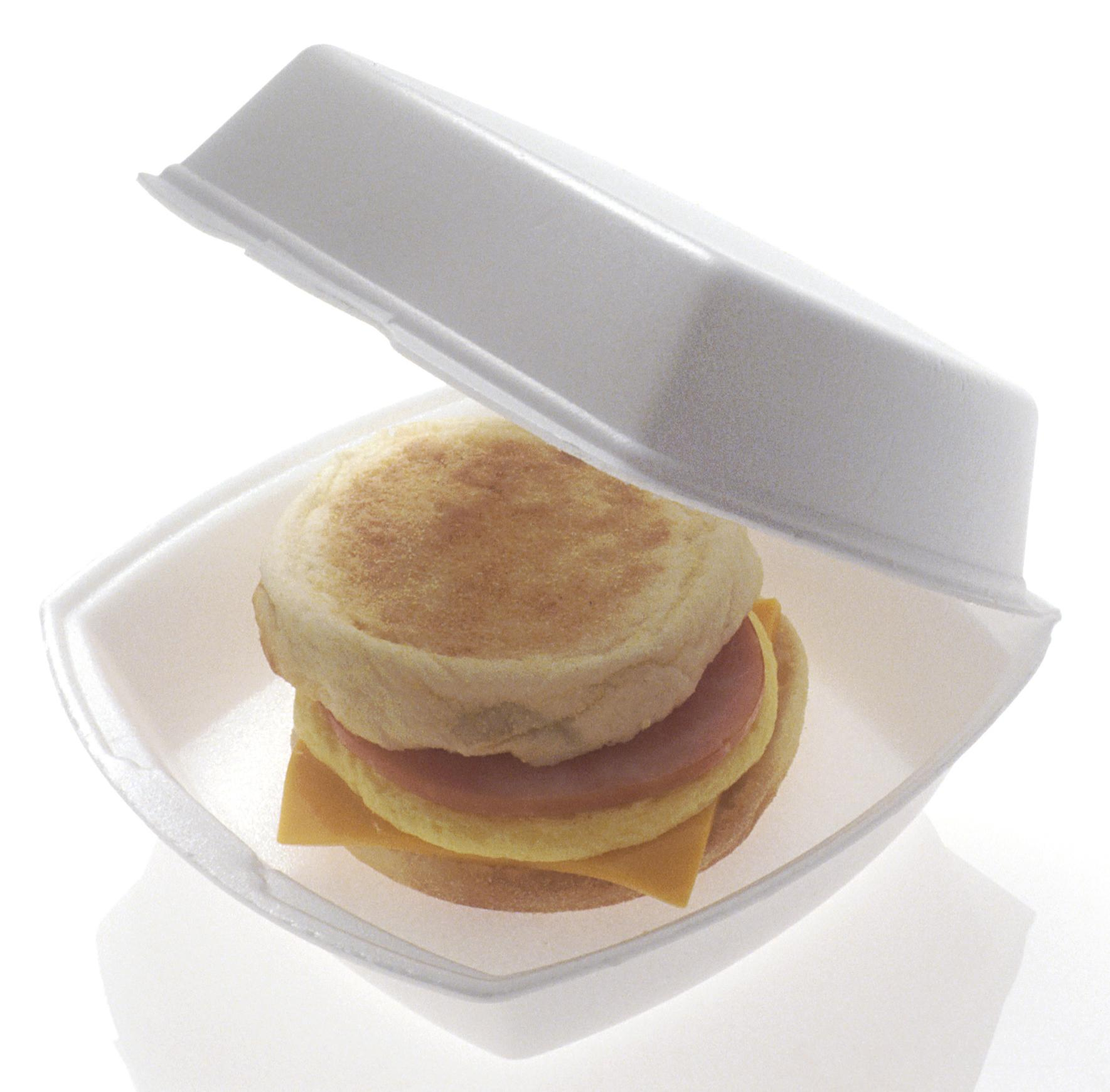
發泡膠盒

發泡膠盒，因為它性質隔熱，所以有一定的保溫功能。常用於成載食物，例如有午餐便當等等，也稱為食物盒及飯盒等。此膠盒在工廠由發泡膠膠粒加熱注塑成型，尺寸可塑性高。日常生活中，大尺寸發泡膠盒會常見於街市蔬菜及海鮮等店，盛載生果、鮮魚等。細尺寸的發泡膠盒常見於酒樓食肆外賣打包等，而方便即興消費，顧客不必出示自備食物盒。
一次性筷子是指一般只使用一次就抛弃的筷子，一般是採用木頭或竹子製造而成。
一般餐廳或是小吃店，多會供應客人一副這種筷子；如果是外帶的便當，通常也會在包裝的時候附上一副。

## 環保問題
發泡膠盒由聚苯乙烯氯氟碳化合物製造的，價錢便宜但不耐用，二次使用也不衛生，所以就稱為「用完即棄物料」，而且在自然環境難以分解，焚烧處理又會放出有毒的氣體。

2019年8月，台灣行政院環保署發布公告〈修正免洗餐具限制使用對象及實施方式〉。該公告內容，在2006年針對「政府機關、學校餐廳不得提供免洗餐具」之規定下，為持續推廣該方案，新增規定：「百貨公司業、購物中心及量販店業，於其提供餐飲之場所供消費者現場食用時，不得提供各類材質免洗餐具。」戶倉恆信對於該公告有批判，所謂「餐具」並非環保署所定義的內用與外帶之二分，也無法將塑膠類與其他各類材質以兩類來劃分，把其區隔用餐場所的。